# Bibi-Ingalgi, Sindgi
Bibi-Ingalgi là một làng thuộc tehsil Sindgi, huyện Bijapur, bang Karnataka, Ấn Độ.